# Otto Bittorf
Otto Bittorf (13 de julho de 1917 - 11 de janeiro de 1999) foi um oficial alemão que serviu durante a Segunda Guerra Mundial. Foi condecorado com a Cruz de Cavaleiro da Cruz de Ferro.

## Condecorações
| Cruz de Ferro 2ª Classe                                   |
| Cruz de Ferro 1ª Classe                                   |
| Cruz de Cavaleiro da Cruz de Ferro 18 de novembro de 1944 |